# 亚伦·布伦克
亚伦·布伦克（Aaron Blunck，1996年4月12日—），美国自由式滑雪U型池运动员。

## 生平
亚伦·布伦克出生于科罗拉多州甘尼森县下辖的Crested Butte镇，受母亲滑雪教练的身份影响，亚伦·布伦克从18个月大开始便接触了冰雪运动，并于8岁时开始参加比赛。2014年索契冬奥会上，布伦克在自由式滑雪男子U型池项目决赛中取得了第七名的成绩。2018年平昌冬奥会上，布伦克在自由式滑雪男子U型池项目决赛中取得了第七名的成绩。
2021年8月，亚伦·布伦克在意大利与一名护士结婚。
2022年，亚伦·布伦克参加北京冬奥会，并在自由式滑雪男子U型池项目决赛中取得第七名的成绩，其在冬奥期间曾接受记者采访时讲述的“在美国，你会听到各种不负责任的报道，那些其实都是假的”一话引发包括中国日报在内的中国媒体关注。